# Jan Plichta
Jan Plichta, pseudonym Pavel Milan, (1. prosince 1898 Kouřim – 24. října 1969 Brno) byl český violista, dirigent, hudební pedagog a trampský písničkář.

## Život
Od dětství hrál na klavír a na housle. Vstoupil na Pražskou konzervatoř, ale pro nedostatek finančních prostředků musel studia zanechat a vzdělávat se soukromě. Hrál v biografech a kavárnách. Za 1. světové války narukoval a po válce se stal koncertním mistrem a později i dirigentem v Jihočeském divadle v Českých Budějovicích. Vedle toho učil na hudební škole a v učitelském ústavu a byl primáriem Jihočeského kvarteta. Dále se vzdělával v hudbě. Mimo jiné byl ve skladbě žákem Otakara Jeremiáše. Vykonal státní zkoušku ze hry na housle a ze sborového zpěvu.
V roce 1926 odešel do Moravské Ostravy, kde byl nejprve koncertním mistrem rozhlasového orchestru a violistou smyčcového kvarteta. Postupně se vypracoval na místo dirigenta a šéfa rozhlasového orchestru. a v roce 1929 se stal šéfem hudebního programu ostravského rozhlasu.
V roce 1936 přešel do Brna, kde byl dirigentem až do roku 1951. V letech 1950–1955 byl violistou Doležalova kvarteta a od roku 1951 působil na brněnské konzervatoři jako profesor komorní hry a hry na violu. Působil také jako inspektor hudebních škol a krajský inspektor pro kulturu.
Jako skladatel komponoval jak hudbu klasickou, tak i populární. Pro oblast zábavné hudby používal často pseudonym Pavel Milan.

## Dílo

### Vážná hudba
- Smyčcový kvartet
- Smyčcový sextet
- Drobné skladby pro housle a jiné nástroje
- Úpravy houslových skladeb pro violu
- Kandence k instrumentálním koncertům
- Scénické hudby k rozhlasovým hrám

### Operety
- Hanička, přadlena zlata (dětská zpěvohra)
- Tomy se žení (1933)
- Tři dny štěstí (1933)
- Z jednoho hrnce (1939, po jediném představení zakázáno okupačními úřady)
- Poupě z pivovarské zahrádky (1940)
- Tabu (1942)
- Bohatá nevěsta (1946)
- Rozdáme milion (1948)

### Zábavná hudba
Zkomponoval četné pochody a tance. Širší veřejnosti je znám jako autor trampských písní, dodnes živých u táborových ohňů, např.:
- Píseň severu
- Bílé kanoe
- Bílá jachta
- Námořníku, hochu smělý
- Píseň samotáře